# Bobby Jones (Basketballspieler, 1951)
Robert Clyde „Bobby“ Jones (* 18. Dezember 1951 in Charlotte, North Carolina) ist ein ehemaliger US-amerikanischer Basketballspieler der Denver Nuggets der American Basketball Association (ABA) und National Basketball Association (NBA), und der Philadelphia 76ers der NBA. Der 2,06 Meter große Jones galt als einer der besten Defensivspieler seiner Generation. Er wurde 2019 als Spieler in die Naismith Memorial Basketball Hall of Fame aufgenommen.

## Karriere
Bobby Jones war ein Starspieler der University of North Carolina, wo er 14 Punkte und neun Vorlagen pro Spiel erzielte. In den Olympischen Spielen 1972 spielte er im olympischen Basketball-Finale des US-Teams gegen die Sowjetunion, in dem die Schiedsrichter beim Stand von 50:49 für die USA die letzten drei Sekunden dreimal wiederholten und die Sowjets in letzter Sekunde mit 51:50 gewannen. Jones blieb die Silbermedaille.
In den USA gab es damals zwei konkurrierende Profiligen; die etablierte National Basketball Association und die neue American Basketball Association. Die kleine, aber spielerfreundliche ABA war der Gegenentwurf zur damals reaktionären, reformunwilligen NBA, die die Spieler als Eigentum betrachtete. Obwohl Jones im NBA-Draft 1974 von den Houston Rockets an erster Stelle ausgewählt wurde, lehnte er dieses Angebot an und schloss sich stattdessen den Denver Nuggets der ABA an. Dort wurde er zum Star, indem er 15 Punkte und 6 Rebounds pro Spiel erzielte und mit seiner hohen Wurfquote von 60 % und seiner harten Verteidigungsarbeit beeindruckte. Jones galt als einer der wenigen Spieler, der Superstar Julius Erving stoppen konnte, und trug maßgeblich dazu bei, dass die Nuggets in ihren beiden ABA-Jahren das Halbfinale bzw. Finale erreichten.
Die ABA löste sich in der folgenden Zeit auf und die Nuggets spielten fortan in der NBA. Jones setzte seine Reputation als zuverlässiger Teamspieler fort und wurde achtmal in Folge in das All-Defensive Team gewählt. 1978 wurde Jones zu den Philadelphia 76ers transferiert, wo er zunächst Bankspieler hinter seinem ehemaligen Rivalen Erving war. Nachdem die Sixers ein ums andere Mal entweder an den Los Angeles Lakers um Magic Johnson oder den Boston Celtics um Larry Bird scheiterten, erwarben die Sixers 1982 den offensivstarken Center Moses Malone. Dazu entschied sich Coach Billy Cunningham, Jones als Edeljoker („Sixth Man“) zu benutzen, da Jones von der Bank kommend besser funktionierte als der eigentliche Ersatz Marc Iavaroni. Jones spielte diese Rolle so gut, dass er zum besten Einwechselspieler der NBA (Sixth Man of the Year) gewählt wurde. Die Sixers holten 1983 auf beeindruckende Weise den Titel, indem sie im Finale die Lakers mit 4:0 bezwangen.
Jones spielte bis 1986 bei den Sixers, bis er im Alter von 35 Jahren seinen Abschied erklärte. Als Dank für seine Dienste zogen die Sixers seine Trikotnummer 24 zurück und vergeben diese seitdem nicht mehr an andere Spieler.

## Persönliches
Nach seiner Profikarriere kehrte Jones nach Charlotte zurück und widmete sich dem Coaching an der Charlotte Christian School, wo er später Sportdirektor wurde. Jones trat auch der „Epilepsy Association“ und der „Fellowship of Christian Athletes“ bei. Im neuen Jahrtausend gründete er die karitative Organisation 2xsalt (exalt, „herauszuragen“), die sich für sozial benachteiligte Kinder einsetzt.
Jones ist für seinen tiefreligiösen Lebenswandel bekannt. Als man ihn einmal fragte, wie er Christentum und sportliche Härte verbinden würde, antwortete er: „Gott gibt jedem Menschen ein Talent. Es wäre eine Sünde, dieses Talent nicht zu 100 % auszunutzen.“ Er war wegen seiner Prinzipien trotz seiner harten Defensivarbeit als sehr fairer Spieler bekannt, der prinzipiell weder unfair spielte, dreckige Fouls verübte, noch fluchte. Außerdem lehnte er Tabak- und Alkoholkonsum ab und ermutigte seine Kollegen, es ihm gleichzutun.